# 肺部气流音
肺部氣流音是一类輔音，所產生的氣流從肺部發出，與其相對的是非肺部氣流音（搭嘴音、内爆音和挤喉音）。
大多數語言都只有肺部氣流音。伊恩‧马迪森(Ian Maddieson)在对566种语言的调查中发现，只有152种具有搭嘴，内爆或挤喉音（或其中的两种或三种）——即世界现存语言的73％只有肺部气流音。

## 參閲
- 非肺部气流音